# محوطه نانوایی ویلنگ
محوطه نانوایی ویلنگ در شهرستان ایلام، ۵ کیلومتری شمال شرق تنگه قوچعلی واقع شده و این اثر در تاریخ ۱۴ مرداد ۱۳۸۲ با شمارهٔ ثبت ۹۵۴۲ به‌عنوان یکی از آثار ملی ایران به ثبت رسیده است.